# Kafr Abbush
Kafr Abbush (àrab: كفر عبّوش, Kafr ʿAbbūx) és una vila palestina de la governació de Tulkarem, a Cisjordània. Segons l'Oficina Central Palestina d'Estadístiques tenia 1.709 habitants el 2016. El 24,58 % de la població de Kafr Abbush eren refugiats en 1997. Els seus serveis sanitaris són designats com a MOH nivell 2.

## Història
S'hi ha trobat ceràmica d'època romana d'Orient.

### Època otomana
El poble va ser incorporat a l'Imperi Otomà amb la resta de Palestina en 1517. En 1596, en els registres d'impostos otomans hi apareix sota el nom d'Abbus, situada a la nàhiya de Bani Sa'b, al sanjak de Nablus. Tenia una població de 19 llars musulmanes. Pagaven un impost fix del 33.3% en productes agrícoles, incloent blat, ordi, cultius d'estiu, oliveres, cabres i ruscs, a més d'ingressos ocasionals i una premsa per a oli d'oliva o xarop de raïmp; un total de 4.974 akçe.
En 1882 el Survey of Western Palestine (SWP) del Fons per a l'Exploració de Palestina va descriure Kafr Abbush com «una vila de pedra de grandària moderada, en pendent arrodonit, amb unes poques oliveres. És subministrat per cisternes. El sòl és molt accidentat a prop d'ell.»

### Època del Mandat Britànic
Segons el cens organitzat en 1922 per les autoritats del Mandat Britànic, Kafr Abbush tenia 263 musulmans, incrementats en el cens de Palestina de 1931 a 360 persones, tots musulmans, vivint en 33 cases.
En 1945 la població de Kafr Abbush era de 480 musulmans, amb 4,923 dúnams de terra segons un cens oficial de terra i població. D'aquests, 952 dúnams eren plantacions i terra de rec, 1,047 eren usats per cereals, mentre que 11 dúnams eren sòl edificat.

### Després de 1948
Després de la de la Guerra araboisraeliana de 1948, i després dels acords d'Armistici de 1949, Kafr Abbush va restar en mans de Jordània. Després de la Guerra dels Sis Dies el 1967, ha estat sota ocupació israeliana